# The Leland Hotel
El Detroit-Leland Hotel es un hotel histórico ubicado en 400 Bagley Street en el Downtown de Detroit, Míchigan. Es el hotel en funcionamiento continuo más antiguo del centro de Detroit, y fue incluido en el Registro Nacional de Lugares Históricos en 2005. El salón de baile alberga un club nocturno, el City Club, desde 1983. El hotel ahora se llama The Leland y ya no se alquila a huéspedes durante la noche.

## Historia
A principios de la década de 1920, Edward A. Loveley y Harry A. Stormfeltz formaron Detroit Properties Corporation, con el propósito de desarrollar Bagley Street hacia el exterior del Grand Circus Park. El primer edificio construido fue el Míchigan Building (1926) en Bagley y Clifford, diseñado por la firma Rapp & Rapp de Chicago. El segundo proyecto fue el Detroit-Leland. Loveley y Stormfeltz nuevamente eligieron a Rapp & Rapp para diseñar el edificio, y a la firma de Cleveland Lundoff-Bicknell como contratistas. La construcción comenzó en 1926 y el edificio costó 4,5 millones de dólares.
El hotel Detroit-Leland (llamado así por el fundador de la marca Cadillac, el ingeniero Henry M. Leland) abrió sus puertas en abril de 1927. Tenía 800 habitaciones con aire acondicionado, además de un comedor, cafetería, salón de baile y 11 tiendas a pie de calle.
Sin embargo, en 1929 la propiedad estaba teniendo importantes problemas financieros y se declaró en quiebra. Permaneció en quiebra hasta 1936, pero siguió funcionando durante este período. En la década de 1950, la propiedad había pasado a manos de Robert J. Sterling y sus hermanos Oliver y Edward. Los Sterling renovaron el hotel en 1959/1960, impulsados por la apertura del Cobo Hall. En 1964 el hotel se vendió de nuevo, esta vez a Robert K. y Donald Werbe, quienes lo renovaron para tener 473 apartamentos además de habitaciones de hotel.
Volvió a cambiar de manos en la década de 1970, con Mayer Morganroth y John R. Ferris como propietarios, y en la década de 1980 cuando se formó Leland House Limited Partnership Company, encabezada por Michael W. Higgins. La recesión de la década de 1980 golpeó duramente al hotel y el Leland pasó a formar parte de la cadena de hoteles Ramada en 1988. El hotel volvió a su nombre histórico en 2006. Leland House Limited Partnership Company sigue siendo propietaria de Detroit Leland.

## Construcción
El Detroit-Leland Hotel es un edificio de 22 pisos revestido de ladrillo, granito y terracota con techo plano. Fue diseñado en el estilo Beaux-Arts por la firma Rapp & Rapp de Chicago. Los cuatro pisos inferiores son de planta rectangular, y los pisos superiores tienen forma de U.
Verticalmente, el plano del edificio se divide en tres partes: una base de cuatro pisos, la sección central principal y un ático de dos pisos. El nivel de la calle está revestido con mármol, probablemente agregado en la década de 1960. La sección de la base de arriba se enfrenta en la terracota original. Las ventanas de arco redondo que llegan a dos pisos iluminan los espacios de la segunda plsnta, los salones de baile, el vestíbulo y otros espacios públicos. El tercer y cuarto pisos contienen pares de ventanas de guillotina separadas por detalles decorativos de terracota. Entre el cuarto piso y el ático, el edificio está revestido con ladrillos de color ante. Un cinturón separa la sección principal del ático.
La entrada de Bagley Avenue tiene tres puertas, con una puerta giratoria flanqueada por puertas de vidrio. Las dos puertas de vidrio tienen una luz lateral y las tres tienen ventanas en la parte superior. La detallada orfebrería original divide las puertas y ventanas. En el interior, la entrada conduce a un pasillo que da a los espacios comerciales de la planta baja. Un conjunto de seis escaleras conduce a una amplia escalera girada, que aún conserva barandillas y barandas originales de hierro forjado. Esta conduce al vestíbulo principal en el segundo piso, que tiene doble altura y conduce a un salón de baile, sala de conferencias e instalaciones asociadas.
En los pisos superiores se encuentran las habitaciones. Estas han sido reconfiguradas y tienen cocinas, salas de estar y áreas de dormitorio separadas. Los pisos 5 a 9 tienen apartamentos de alquiler, los pisos 10 a 17 se utilizan como habitaciones de hotel y los pisos 18 a 20 se utilizan como apartamentos. En el sótano hay salas de máquinas y lavandería, talleres de reparación, vestuarios y baños para empleados y una discoteca.

## Galería

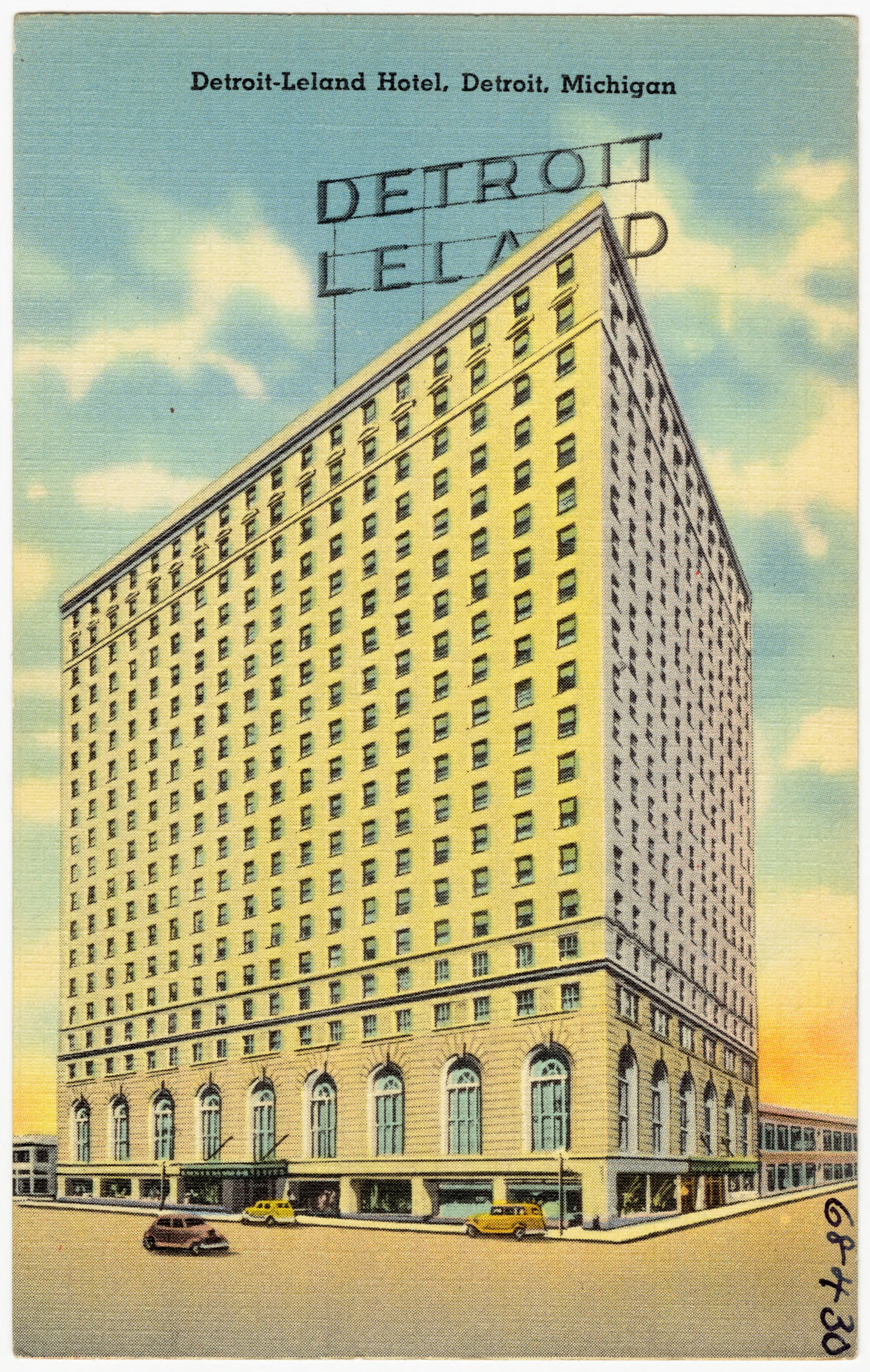
Postal, años 1930
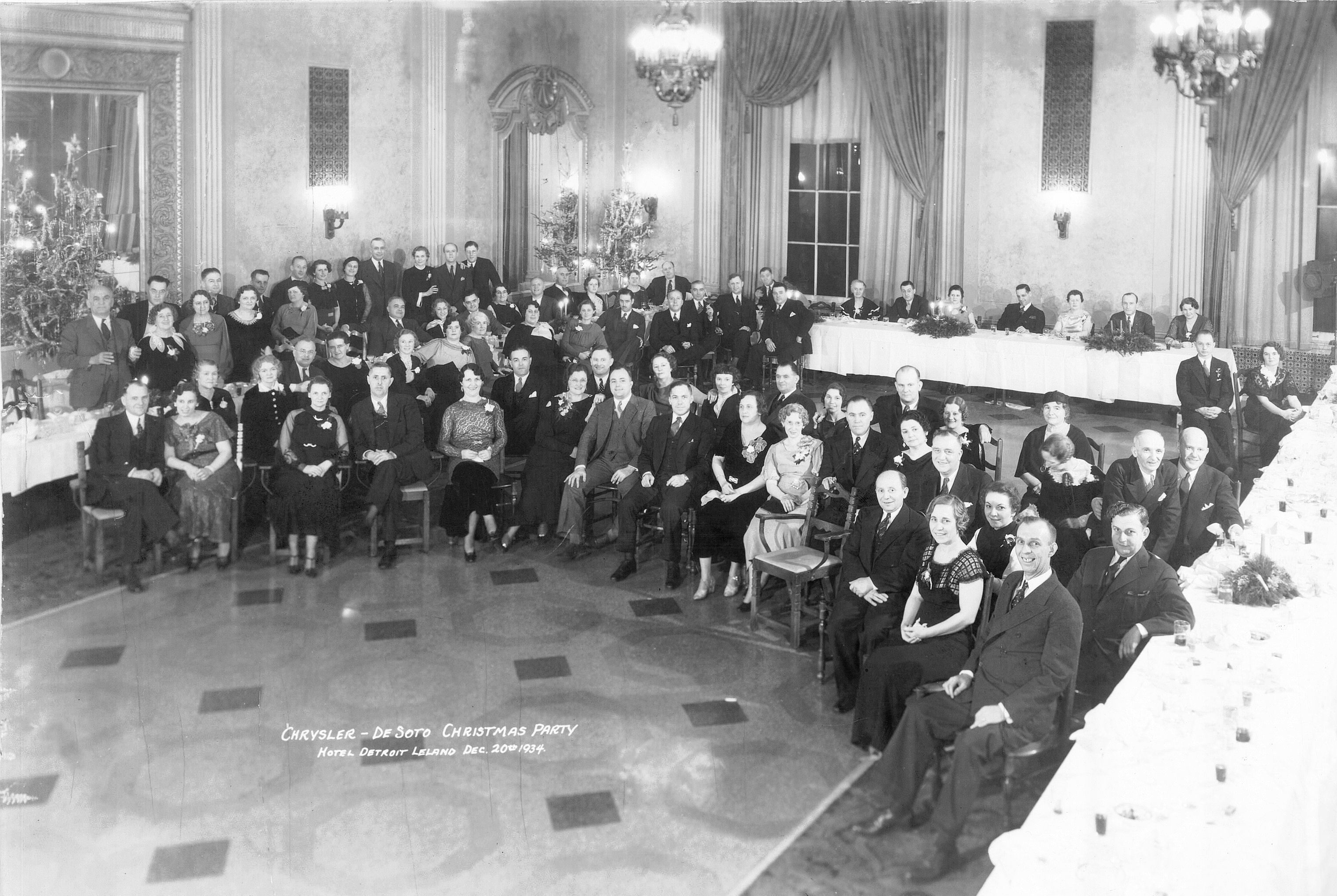
Fiesta de cumpleaños en 1934
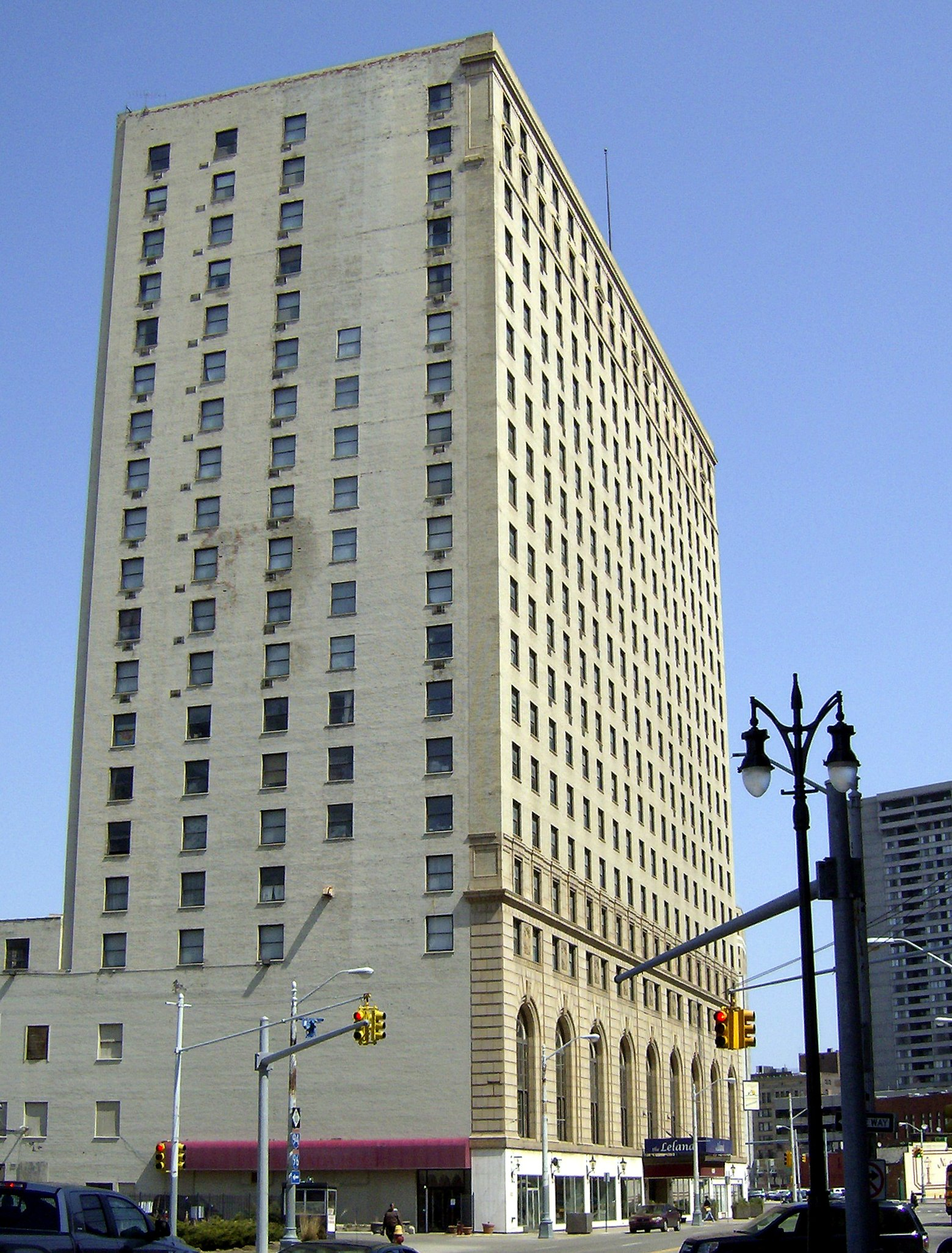
Fachada occidental
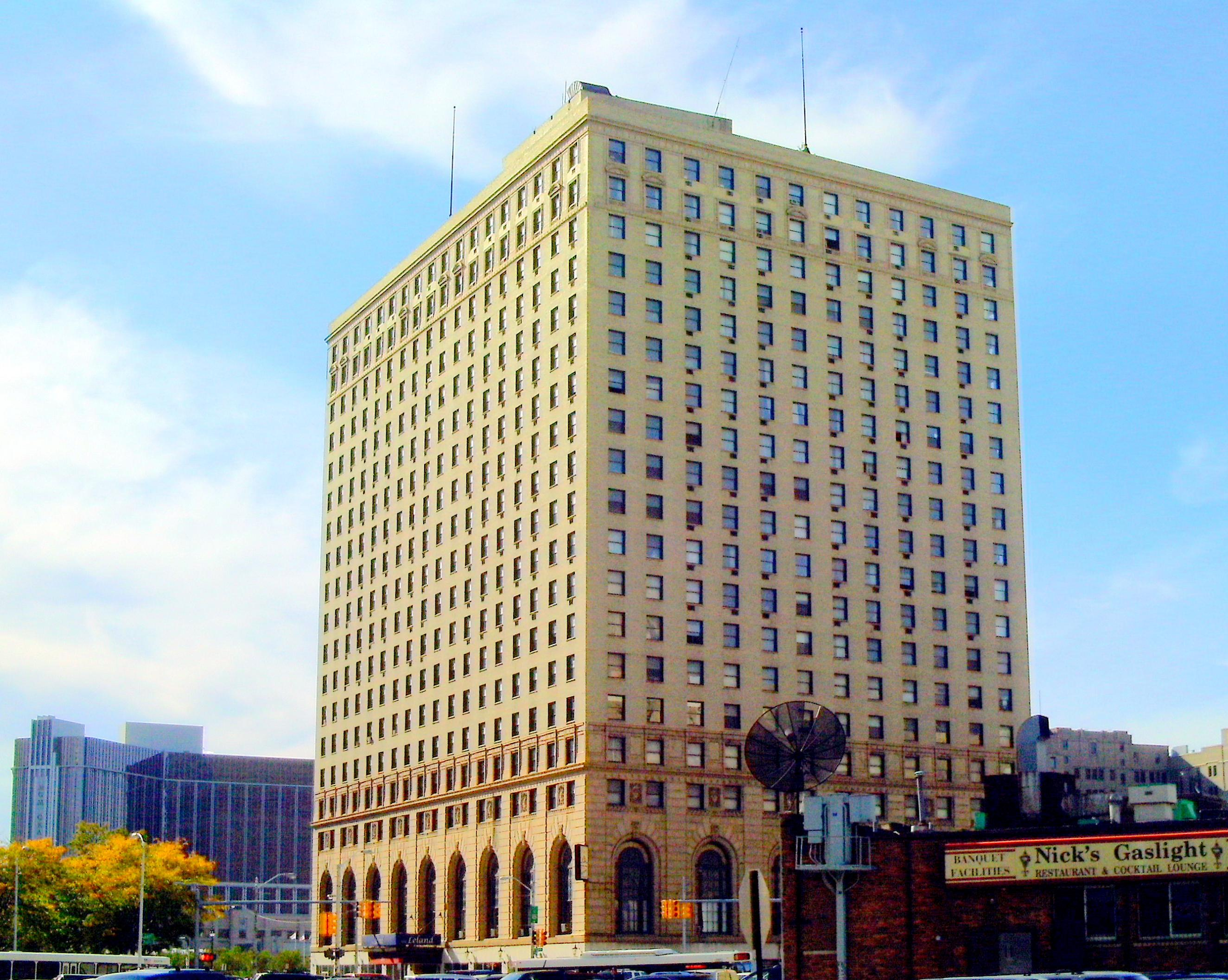
Fachada oriental